# Gornja Lastva (Tivat, Crna Gora)
Gornja Lastva je staro naselje u Boki kotorskoj, danas praktički napušteno zbog iseljavanja stanovništva u obližnja veća središta.

## Zemljopisni položaj
Nalazi se u Tivatskom zaljevu, jednom od četiri unutarnja bokokotorska zaljeva, na nadmorskoj visini 300 metara. Administrativno pripada općini Tivat.

## Crkve u Gornjoj Lastvi
- Crkva Svete Marije (14. stoljeće)
- Crkva Svetog Vida (9. stoljeće)

## Stanovništvo
Iako je Gornja Lastva u prošlosti imala i do pet stotina žitelja, na popisu 2011. nije zabilježen niti jedan stanovnik.

### Nacionalni sastav po popisu 2003.
- Hrvati - 2
- Neopredijeljeni - 2
- Crnogorci - 1
- Ostali - 1

## Poznati Gornjolastovljani
- don Ivo Stjepčević (Gornja Lastva, 1876. - Kotor, 1957.)